# Etnocid
Etnocid, uništavanje i pritisak na kulturu i jezik etničke skupine. Za razliku od genocida, skupina nije fizički uništena, ali jest njena kultura. Vrši se dezintegracija i prisilno stupanje iz manjinske u većinsko društvo. To se vrši preko sveopćeg učestalog nametanja jezika, devastiranja kulturne baštine, religije, oduzimanja i nasilnog podučavanja mladih članova skupine tuđinskoj kulturi i jeziku.
Najveći je etnocid počinjen u vrijeme kolonijalizma, nad raznim domorodačkim i plemenskim zajednicama u novootkrivenim zemljama. Tako je masovno uništena ili teško osakaćena kultura Indijanaca, Aboridžina, Maora i potomaka afričkih robova. Slično tako, uvelike je smanjen broj govornika keltskih jezika.
Mnogi su doseljenički narodi uništavali kulture zatečenih domorodaca.

## Nadoknada
Od 1945. pokušava se, koliko može, umanjiti posljedice etnocida nad domorodačkim stanovništvom zemalja koje su zahvatila kolonijalna osvajanja. Stara se sveta mjesta i kulturna baština vraćaju domorocima, otvaraju se izložbe na kojima se upoznaje njihova kultura, potiče ih se na ponos i njegovanje plemenskog jezika. 26. kolovoza 1994. Ujedinjeni narodi su donijeli "Deklaraciju o pravima domorodačkih naroda." 2008. se Australija ispričala za povijesnu nepravdu prema Aboridžinima, a potom su to učinile i Kanada i SAD po pitanju Indijanaca. Maori su tijekom 20. stoljeća doživjeli preporod i danas čine 13% novozelandskog stanovništva. Međutim, domoroci su još uvijek u uvelike nepovoljnom položaju, smješteni u rezervate, siromašni i izolirani. Na britanskom se otoku se daje sve veća autonomija velškom jeziku, a u nešto su težem položaju škotski, irski i manji keltski jezici. No ovi ustupci ispričavanja su ništa drugo nego bijelo pranje nakon učinjena dijela, jer mnoge skupine kao što su Aboridžini, Maori i Velšani nisu se oporavili nakon izvršenog genocida odnosno etnocida.